# بیماری های تنفسی در مرغداری
بیماری‌های تنفسی در مرغداری‌ها یکی از مهم‌ترین مشکلات بهداشتی و اقتصادی است که می‌تواند بر عملکرد و تولید پرندگان تأثیر منفی بگذارد. این بیماری‌ها می‌توانند ناشی از عوامل باکتریایی، ویروسی، قارچی و حتی شرایط محیطی نامناسب باشند. در این مقاله به بررسی انواع بیماری‌های تنفسی در مرغداری‌ها، علائم، عوامل ایجاد کننده و روش‌های پیشگیری و کنترل آن‌ها پرداخته می‌شود.

## انواع بیماری‌های تنفسی
1. بیماری نیوکاسل (Newcastle Disease)
  - عامل ایجاد کننده: ویروس نیوکاسل
  - علائم: سرفه، عطسه، تنفس با دهان باز، کاهش اشتها، کاهش تولید تخم‌مرغ
  - پیشگیری و کنترل: واکسیناسیون منظم، بهداشت محیط، قرنطینه پرندگان جدید
2. برونشیت عفونی (Infectious Bronchitis)
  - عامل ایجاد کننده: ویروس کرونا
  - علائم: ترشحات بینی، سرفه، عطسه، تنفس صدا دار، کاهش وزن و کاهش تولید تخم‌مرغ
  - پیشگیری و کنترل: واکسیناسیون، بهداشت محیط، مدیریت مناسب تهویه
3. میکوپلاسما گالی‌سپتیکوم (Mycoplasma gallisepticum)
  - عامل ایجاد کننده: باکتری میکوپلاسما
  - علائم: تورم سینوس‌ها، ترشحات بینی و چشم، کاهش وزن، کاهش تولید
  - پیشگیری و کنترل: واکسیناسیون، استفاده از آنتی‌بیوتیک‌ها، بهداشت محیط
4. آسپرژیلوسیس (Aspergillosis)
  - عامل ایجاد کننده: قارچ آسپرژیلوس
  - علائم: تنفس صدادار، سرفه، تنگی نفس، کاهش وزن، مرگ ناگهانی
  - پیشگیری و کنترل: بهبود سیستم تهویه، جلوگیری از رطوبت زیاد، استفاده از ضد قارچ‌ها
5. کریزا (Infectious Coryza)
  - عامل ایجاد کننده: باکتری هموفیلوس پاراگالیناروم
  - علائم: تورم صورت، ترشحات بینی، کاهش اشتها، کاهش تولید تخم‌مرغ
  - پیشگیری و کنترل: واکسیناسیون، استفاده از آنتی‌بیوتیک‌ها، قرنطینه پرندگان جدید

## روش‌های پیشگیری و کنترل
1. واکسیناسیون: واکسیناسیون منظم و به موقع می‌تواند از شیوع بسیاری از بیماری‌های تنفسی جلوگیری کند.
2. بهداشت محیط: تمیز نگه داشتن محیط مرغداری و رعایت بهداشت عمومی نقش مهمی در جلوگیری از بیماری‌ها دارد.
3. تهویه مناسب: تهویه مناسب و کنترل دما و رطوبت محیط از تکثیر عوامل بیماری‌زا جلوگیری می‌کند.
4. قرنطینه: قرنطینه کردن پرندگان جدید و مشکوک به بیماری از شیوع بیماری در مرغداری جلوگیری می‌کند.
5. استفاده از داروها: در صورت بروز بیماری، استفاده از آنتی‌بیوتیک‌ها و داروهای ضد ویروسی و قارچی تحت نظر دامپزشک ضروری است.

بیماری‌های تنفسی در مرغداری‌ها می‌توانند به شدت بر سلامت و تولید پرندگان تأثیر بگذارند. با اتخاذ روش‌های پیشگیری و کنترل مناسب، می‌توان از بروز و شیوع این بیماری‌ها جلوگیری کرده و خسارات اقتصادی را به حداقل رساند.